# Айлиль Медрайге

Ирландия в VIII — первой трети IX века

Айлиль Медрайге (др.‑ирл. Ailill Medraige; умер в 764) — король Коннахта (756—764) из рода Уи Фиахрах.

## Биография
Айлиль Медрайге был сыном правителя Коннахта Индрехтаха мак Дунхадо, погибшего в 707 году в войне с Северными Уи Нейллами. Он принадлежал к септу Уи Фиахрах Муаде, земли которого располагались в устье Моя.
Прозвище Айлиля — «Медрайге» — подразумевает, что он был воспитан в этом племени, проживавшем на восточном берегу залива Голуэй. Предполагается, что он не мог получить власть над септом Уи Фиахрах Муаде ранее того времени, когда в 735 году скончался его дядя Айрехтах. В 756 году Айлиль получил также и престол Коннахта, став первым после своего отца правителем этого королевства из рода Уи Фиахрах. Его предшественником был Форггус мак Келлайг из рода Уи Бриуйн. Об обстоятельствах перехода власти в Коннахте от представителя Уи Бриуйн к члену рода Уи Фиахрах средневековые исторические источники подробностей не сообщают.
Вероятно, представители Уи Бриуйн не смирились с потерей коннахтского престола. По свидетельству ирландских анналов, в 758 году Айлиль Медрайге одержал победу в сражении при Друйм Робайге (современном Дромровее на юге графства Мейо) над войском Уи Бриуйн. Поскольку битва состоялась на землях подчинённого Уи Фиахрах септа Фир Хера, предполагается, что агрессором были Уи Бриуйн. В «Анналах четырёх мастеров» сообщается о гибели в сражении трёх сыновей короля Форггуса мак Келлайга — Катарнаха, Катмуга и Артбрана.
В 762 году войско Кенел Кайрпри одержало победу над коннахтским племенем луигни в сражении при Кайлл Туйдбиге. Вероятно, вторжение Северных Уи Нейллов, к которым принадлежали люди Кенел Кайрпри, в Коннахт было вызвано их стремлением возвратить отторгнутые у них септом Уи Бриуйн Брефне владения.
Айлиль Медрайге умер в 764 году. После его смерти власть над Коннахтом снова получил представитель Уи Бриуйн, которым был Дуб-Индрехт мак Катайл. Следующим после Айлиля правителем Уи Фиахрах Муаде, о котором известно из исторических источников, был его двоюродный племянник Донн Котайд мак Катайл. Сын Айлиля — Катал (умер в 816 году) — упоминается в анналах как король Уи Фиахрах.